# Dagny Juel
Dagny Juel-Przybyszewska (Kongsvinger, 8 de junio de 1867-Tiblisi, 5 de junio de 1901) fue una escritora, poetisa, pianista y modelo noruega conocida por sus contactos con prominentes artistas, siendo por ejemplo musa/modelo de Edvard Munch.  Estudió música en Berlín. Fue asesinada por su amante en un hotel de Georgia a tres días de cumplir 34 años. 

## Primeros años
Nació en Kongsvinger, Noruega. Era la segunda de los cinco hijos del doctor Hans Lemmich Juell y Mindy (de soltera, Blehr). Dagny cambió luego la ortografía de su apellido de 'Juell' a 'Juel'.Tenía una hermana mayor, Gudrun. Su hermano menor Hans murió con solo un año.  Su hermana Astrid permaneció soltera y se quedó con su madre. Ragnhild, la más cercana a Dagny, con el tiempo se convirtió en una conocida cantante de ópera.
Dagny se educó con Anna Stang, que estableció una escuela privada para niñas en Kongsvinger y fue una de las primeras defensoras de los derechos de las mujeres en Noruega y activa feminista. Sus resultados académicos muestran que fue una estudiante diligente. El 3 de noviembre de 1882, dos días después de su confirmación, se trasladó a Erfurt para estudiar piano. En enero de 1890, ella y su hermana Ragnhild se mudaron a Cristiania (hoy, Oslo) para continuar sus estudios musicales. Allí, Dagny se sumergió en la vida bohemia de los artistas de la ciudad, tuvo un breve romance con Hjalmar Christensen y conoció a Edvard Munch.
Dagny decidió continuar sus estudios en Berlín, probablemente porque así podría estar con Munch, que se había trasladado en el otoño de 1892 después de que la Unión de Artistas de Berlín lo invitó a a exponer en esta ciudad alemana en noviembre. El escándalo suscitado por la exposición le hizo tan conocido que Munch decidió quedarse. Dagny acudió a la tertulia de la taberna del Cochinillo Negro el 8 de marzo de 1893. Allí conoció a August Strindberg. Él y sus amigos la apodaron 'Aspasia'. Tuvo un corto romance con Strindberg y posó para varios artistas escandinavos.

## Matrimonio
El novelista polaco Stanisław Przybyszewski dejó a su pareja Martha Foerder, y a sus dos hijos habidos de la relación (nacidos en febrero y noviembre de 1892), para casarse con Dagny Juel el 18 de agosto de 1893. Mientras estaba casado con Dagny, tuvo otra hija con Martha nacida el 6 de febrero de 1895. El 9 de junio de 1896 Martha Foerder fue encontrada muerta y Przybyzsewski fue arrestado bajo sospecha de asesinato y pasó dos semanas en prisión hasta que se determinó que la causa de muerte había sido intoxicación por monóxido de carbono de una estufa, en un casi seguro suicidio. Algunos fragmentos supervivientes de escritos de Dagny revelan sus insistencia en el tema de dos amantes que causan la muerte de un tercero.
Dagny se negó a criar a los tres hijos de Martha. De hecho, aunque era una madre amorosa, solía dejar a sus propios hijos, Zenon, nacido el 28 de septiembre de 1895, e Ivi (Iwa), nacida el 2 o 5 de octubre de 1897, probablemente por cesárea, con sus padres en Kongsvinger por temporadas. La vida decadente y financieramente precaria de Przybyzsewski en Berlín no era la más adecuada para criar niños.

## Abandono y muerte
Dagny acompañó a su marido a Cracovia, donde se convirtió en una figura clave del movimiento Joven Polonia y editor de la revista Zycle. Mientras viajaba por Galitzia, el autor inició un romance con la esposa de su amigo Jan Kasprowicz y abandonó a Dagny por ella.
Stanislaw Przybyzsewski probablemente alentó las aventuras de Dagny con Henryk Sienkiewicz (que arregló una subvención de 3.200 coronas austriacas de la Academia Polaca para él) y con Wladyslaw Emeryk (1880-1901), hijo del dueño de una mina.
Hay cierta evidencia de que Przybyzsewski y Emeryk pudieron haber planeado su asesinato. En ese momento, el autor estaba involucrado sentimentalmente con otras dos mujeres más en Polonia: Jadwiga Kasprowiczowa y Aniela Pajakówna, cuya hija era de él. Mientras, Dagny mantenía también romances simultáneos con al menos tres hombres en París, incluido Emeryk. Este invitó a Stanislaw y a Dagny a visitar a su familia en el Cáucaso; en el último minuto, Przybysewski se retiró, asegurando que se reuniría con ellos más tarde.
El 5 de junio de 1901, en su habitación del pequeño 'Grand Hotel', en la capital georgiana de Tiflis (hoy Tiblisi), Emeryk le pegó un tiro en la cabeza mientras dormía. Su hijo mayor, Zenon, de cinco años, estaba presente. A continuación, Emeryk se disparó también. Fue enterrada en una iglesia católica de Tiflis y reenterrada, en 1999, en un cementerio de Kukia.

## Legado
Dagny Juel fue juzgada por sus contemporáneos como una mujer libertina y sus cualidades como artista apenas recibieron atención hasta finales del siglo XX. Desde la década de 1960 en adelante, se han publicado diversos artículos sobre su obra y se han escrito tres biografías. En 1978 se estrenó una película polaco-noruega, el mismo año en que se publicaron sus obras.

### Museo Nacional de la Mujer de Noruega
El Museo Nacional de la Mujer de Noruega se ubica en Kongsvinger, en la casa natal de Dagny Juel. En 1987 se organizó una semana de Dagny Juel y en 1996, la exposición principal del Museo de la Mujer fue »I Dagny Juels fotspor» (»Siguiendo las huellas de Dagny Juel»). En 2001, en el centenario de su muerte el museo abrió la exposición permanente »Damen i Berlin» (»La Dama de Berlín»), en la sala que había sido la habitación de las hermanas Juell. En esta sala puede visionarse »Førtrollerskan» (»The Bewitcher»), una película producida por la TV2 sueca.
La biblioteca del Museo de la Mujer tiene una sección de literatura sobre Dagny Juel. La tienda del museo vende las obras completas de Dagny (en noruego), así como el folleto »Dagny Juel» (también en noruego), escrito por Roar Lishaugen y Lisbeth A. Chumak en 2011.
Blixa Bargeld, cantante de la pionera banda industrial alemana, Einsturzende Neubauten, escribió e interpretó una canción acerca de ella y su terrible asesinato. La canción se titula »Grand Hotel Tlibisi», lugar en el cual fue asesinada.

## Obras
- Den sterkere
- Ravnegård
- När solen går ned
- Synden
- Rediviva